# Meziměstská vrchovina
Meziměstská vrchovina – według czeskich geomorfologów jednostka geomorfologiczna (mikroregion) w północnych Czechach, przy granicy z Polską w okolicy miasta Broumov. Jest północno-wschodnią częścią Broumovskiej vrchoviny.
Jej powierzchnia wynosi 168 km². Dzieli się na dwie mniejsze jednostki: Góry Suche (czes. Javoří hory) i Kotlinę Broumovską.
Od południowego zachodu graniczy z Policką vrchoviną. Z pozostałych stron otacza ją granica polsko-czeska.
Według regionalizacji Jerzego Kondrackiego obejmuje ona fragmenty dwóch różnych jednostek: Gór Kamiennych oraz Obniżenia Ścinawki, czyli jest to twór sztuczny.
Pod względem budowy geologicznej region obejmuje środkową część niecki śródsudeckiej i zbudowany jest ze skał osadowych i wulkanicznych powstałych w okresie od permu do triasu. Są to przede wszystkim piaskowce, zlepieńce, mułowce, łupki ilaste, wapienie, margle, a ze skał wulkanicznych: porfiry, melafiry i ich tufy.